# 서정 (고려)
서정(徐靖)은 고려의 문신이다. 본관은 이천(利川)이며, 내사령 서희의 손자이다.

## 생애
1065년(문종 19) 전중소감(殿中少監)이 되어 거란에 사신으로 다녀왔다.
1089년(선종 6)에 삼사사(三司使)에 임명되고, 병부상서(兵部尙書)를 거쳐 중추원사(中樞院使)를 지냈다.
1092년 4월에 서북면병마사(西北面兵馬使) 겸 중군병마사(中軍兵馬使)로 나갔다가 6월에 참지정사(參知政事)에 올랐다.
1093년 상서좌복야(尙書左僕射)가 되었다.
판삼사사(判三司事)를 거쳐 뒤에 중서시랑평장사(中書侍郞平章事)로 상주국에 올랐다.